# Emperor: La nascita dell'Impero Cinese
Emperor: La nascita dell'Impero Cinese (Rise of the Middle Kingdom) è un videogioco manageriale strategico in tempo reale (RTS) sviluppato dalla BreakAway Games/Impressions Games e pubblicato dalla Sierra On-Line nel 2002. Il videogioco fa parte della serie di Caesar e ne rappresenta una variante, ambientata nella Cina antica. Questo fu l'ultimo videogioco della serie a utilizzare un motore grafico bidimensionale. Il gioco è presente su GOG.com a partire da febbraio 2017.

## Modalità di gioco
Come nei precedenti giochi della serie Caesar, Emperor consiste nella creazione e gestione di una città dalla prima pietra fino al raggiungimento degli obiettivi prestabiliti. La gestione della città richiede attivamente il controllo delle derrate alimentari, del commercio, dell'industria, della tassazione, della difesa e dell'immigrazione. La costruzione e gestione delle strutture e delle attività cittadine è totalmente statale: l'affidamento a terzi è ridotto a poche attività non essenziali.
La religione riveste ancora una volta un ruolo importante, con ben dodici divinità divise in ancestrali, buddhiste, daoiste e confuciane; anche se alcune di esse possono comparire in una città, tutte influenzano direttamente il gioco, elargendo favori se venerate a dovere e provocando disastri se provocate. È principalmente possibile offrire alle divinità una manciata di beni una volta al mese; se una divinità è abbastanza contenta, essa apparirà nella città offrendo benefici importanti agli abitanti.
A differenza di Faraon, e come Signore dell'Olimpo - Zeus, il giocatore avrà a che fare anche con città realmente indipendenti, con le quali spesso si avranno dei rapporti negativi; piuttosto che dover rispondere solo al monarca (ovvero al Cesare in Caesar e al Faraone in Faraon), il giocatore riceverà anche richieste dalle altre città. E sempre come in Zeus, sarà disponibile anche un sistema di spionaggio per raccogliere informazioni e anche sabotare le strutture delle città rivali.
Fanno il loro ingresso due importanti cambiamenti. Il primo è la presenza di tre epoche: bronzo, ferro e acciaio. Ogni epoca apporta nuovi cambiamenti agli edifici, alle risorse e alle religioni, al passo con la storia cinese, rendendo obsoleti altri materiali e beni, e poiché i giocatori attraverseranno numerose dinastie per un totale di oltre tremila anni, nessuna città sarà fondamentalmente uguale alle altre. L'altra caratteristica e il Feng Shui, ovvero il grado di armonia che aumenta la desiderabilità generale della città. Ogni edificio si trova infatti associato a uno dei cinque elementi tra terra, fuoco, acqua, legno e metallo, e dunque funzionano meglio e sono più desiderabili se posizionati su o accanto determinati terreni dello stesso elemento o di quello opposto: l'erba è Acqua, gli alberi Legno, la sabbia è Fuoco, le rocce sono Terra e i minerali sono Metallo.
Emperor possiede una serie di sette campagne che variano dalla dinastia Xia (2033 a.C.), fungente da tutorial, alle dinastie Song e Jīn (1234 d.C.), e sono caratterizzate da livelli con obiettivi precisi, tra cui la costruzione di monumenti come la Grande Muraglia, l'Esercito di Terracotta e il Gran Canale (che collega i fiumi Giallo e Yangzi). Mentre nei livelli iniziali il giocatore impersonifica l'anziano capo di una tribù di semi-nomadi, nei livelli finali si impersonerà un vero e proprio imperatore cinese a Zhongdu (odierna Pechino) ai tempi delle invasioni di Gengis Khan. Il giocatore può comunque giocare una qualsiasi delle campagne nell'ordine che preferisce, a differenza degli altri titoli dove la campagna era per forza lineare (anche se l'espansione Cleopatra di Faraon permetteva comunque di giocare una qualsiasi delle missioni singolari).

## Unità
Esistono sei tipi di unità militari: la fanteria, i balestrieri, la cavalleria, i carri da guerra, le catapulte e le sentinelle. Da notare che i loro valori di salute, la loro potenza, il raggio e la loro velocità di tiro cambiano a seconda della difficoltà.

## Eroi
Il gioco presenta dodici eroi, divisi in quattro categorie, ognuna per le religioni presenti: Antenati (Nu Wa, Shen Nong e Huang Di), Taoista (Xi Wang Mu, Zao Jun e Guand Di), Buddhista (Guan Yin, Bodhidharma e Sun Wu Kong) e Confuciana (Confucio, Sun Tzu e Mencio). Ogni eroe incrementa la popolarità del giocatore quando si trovano nella città, e possiedono ognuno un diverso stato d'animo a seconda di quanto vengono venerati. Alcuni eroi sono in grado di combattere, incrementando in modo impressionante il morale delle truppe del giocatore, mentre altre possono semplicemente apparire fisicamente nell'insediamento, incrementandone la felicità e coprendone tutte le esigenze attuali. È possibile donare un'offerta in beni a un qualsiasi eroe una volta al mese, in modo da migliorarne l'umore (che va dall'arrabbiato all'esaltato), a patto anche che si possieda un apposito edificio relativo alla religione. Più di preciso, l'umore di un eroe dipende dalla grandezza dell'offerta in beni, dal costo dei beni offerti (ad esempio, sarà più contento se riceve un'offerta in seta rispetto a un'offerta in riso, semplicemente perché la seta costa di più), al numero di persone che hanno accesso agli edifici collegati alla religione, e al livello di feng-shui della città, che ne rappresenta l'armonia e contribuisce al livello d'efficacia delle offerte. Gli eroi ancestrali sono anche capaci di arrabbiarsi, e di conseguenza provocare alluvioni, terremoti o carestie.

## Accoglienza
| Testata                          | Giudizio |
| -------------------------------- | -------- |
| Metacritic (media al 30-01-2020) | 77       |
| Computer Gaming World            | 3,5/5    |
| GameSpot                         | 7,7/10   |
| GameSpy                          | 85       |
| IGN                              | 8,8/10   |
| PC Gamer (USA)                   | 72%      |
| PC Zone                          | 80/100   |

Nonostante l'accoglienza generalmente positiva, il gioco è stato criticato per una mancanza di originalità e per le poche differenze tra questo e gli altri giochi della serie.